# Hana to Alice Satsujin Jiken
Hana to Alice Satsujin Jiken (яп. 花とアリス殺人事件, хана то арісу сацуджін, англ. The Case of Hana & Alice, укр. Справа Хани та Аліси) — японське драматичне аніме, автор сценарію і режисер Шюнджі Івай. Фільм був випущений 20 лютого 2015 року. Манґа-адаптація Доумена Сеймана виходила у веб-журналі Yawaraka Spirits від Shogakukan з 16 лютого по 27 липня 2015 р.

## Персонажі
- Хана
- Аліса
- Юда Котаро
- Огіно
- Сакакі Юкі (вчитель балету)
- Куроянаґі Кенджі (батько Аліси)
- Арісукава Кайо (мати Аліси)
- Томонага
- Араі Томомі (мати Хани)